# Hristijan Kirovski
Hristijan Kirovski (mazedonisch Христијан Кировски; * 12. Oktober 1985 in Skopje) ist ein nordmazedonischer Fußballspieler.

## Karriere

### Verein
Seinen ersten Vertrag unterschrieb Hristijan Kirovski 2001 in seiner Geburtsstadt Skopje bei Vardar Skopje. 2002 wechselte er nach Belgrad und schloss sich OFK Belgrad an. Hier unterschrieb er einen Vertrag bis Juni 2005. Das letzte halbe Jahr wurde er in die Ukraine zu Metalurh Saporischschja ausgeliehen. Nach Ende des Vertrags wechselte er Anfang 2006 zu FK Makedonija Gjorče Petrov, ein Verein, der ebenfalls in Skopje beheimatet ist. Nach sechs Monaten ging er nach Zypern und unterschrieb einen Vertrag bei Ethnikos Achnas in Dasaki Achnas. Im Januar 2007 ging er nach Russland zu FK Lutsch Wladiwostok. Nach einem Monat wurde der Vertrag wieder aufgelöst und er ging wieder in seine Heimat und schloss sich seinem ehemaligen Verein Vardar Skopje an. Mitte 2007 unterschrieb er einen Vertrag in der Ukraine bei Karpaty Lwiw. Hier spielte er wiederum nur ein halbes Jahr. Im Januar 2008 wechselte er zu Worskla Poltawa nach Poltawa. Mitte 2008 kehrte er wieder in seine Heimatstadt zurück und unterschrieb einen Vertrag bei Rabotnički Skopje.  Im Februar 2009 zog es ihn nach Rumänien, wo er einen Vertrag bei FC Vaslui aus Vaslui unterschrieb. Im März 2010 kehrte er für vier Monate zu seinem ehemaligen Club Vardar Skopje zurück. Im Juli 2010 wechselte er für ein Jahr zu FK Skopje. Im Sommer ging er wieder nach Zypern. Hier unterschrieb er einen Vertrag beim Erstligisten Apollon Limassol in Limassol. Für den Club spielte er eine Saison. Nach der Saison wechselte er nach Israel und schloss sich Hapoel Ironi HaScharon an. Nach sechs Monaten unterzeichnete er einen Vertrag in Griechenland bei Iraklis Thessaloniki, einem Verein, der in Thessaloniki beheimatet ist. Mitte 2013 zog er weiter nach Bulgarien, wo er bis Ende 2013 bei ZSKA Sofia auf dem Platz stand. Im Januar 2014 wechselte er nach Polen. Bis Mitte 2014 spielte er in Bełchatów für GKS Bełchatów. Mit dem Verein wurde er am Ende der Saison Polnischer Meister. Die nächsten 18 Monate spielte er wieder in seiner Heimat für KF Shkëndija in Tetovo. 2016 zog es ihn nach Asien. Der Zweitligist PT Prachuap FC aus Prachuap nahm ihn für die Saison 2016 unter Vertrag. In 25 Spielen traf er 17 Mal das Tor und wurde damit Torschützenkönig der Thai Premier League Division 1. Zum Ligakonkurrenten Chiangmai FC aus Chiangmai wechselte er die Saison 2017. Hier traf er elfmal in 23 Spielen. 2018 ging er wieder in seine Heimat und schloss sich seinem ehemaligen Club Rabotnički Skopje an. Nach Ende der Saison Mitte 2018 nahm ihn sein ehemaliger Club FK Makedonija Gjorče Petrov unter Vertrag. Von Mitte 2019 bis Mitte 2020 stand er beim FC Struga aus Struga unter Vertrag. Für Struga absolvierte er 22 Spiele. Am 1. Juli 2020 unterschrieb er einen Vertrag beim KF Gostivari in Gostivar. Im Januar 2021 wechselte er zu seinem ehemaligen Verein FK Skopje.

### Nationalmannschaft
2010 spielte Hristijan Kirovski zweimal für die mazedonische Nationalmannschaft. Sein Länderspieldebüt gab er am 17. Oktober 2010 in einem Freundschaftsspiel gegen Albanien im Skënderbeu-Stadion in Korça.

## Erfolge
GKS Bełchatów
- 1. Liga (Polen): 2013/14

FK Makedonija Gjorče Petrov
- Nordmazedonischer Fußballpokal: 2018/2019 (Finalist)

## Auszeichnungen
Thai Premier League Division 1
- Torschützenkönig: 2016